# Reaktorbyggnad

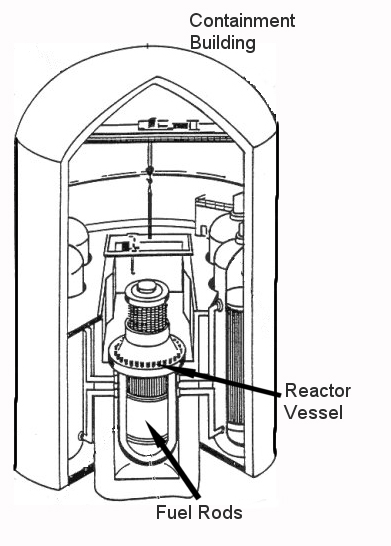
Ritning av en reaktorinneslutning (Containment Building) tillhörande en tryckvattenkokare (PWR).

En reaktorbyggnad är byggd av armerad betong, och ska förhindra spridning av radioaktivitet vid en olycka.
Ett svenskt kärnkraftverk har fem barriärer vars syfte är att skydda tredje man från strålning. Den första är bränslet, den andra är bränslerören, den tredje är reaktortanken, den fjärde är reaktorinneslutningen och den femte är reaktorbyggnaden. Kärnkraftverkens reaktorinneslutning och reaktorbyggnader är olika utformade beroende  på tillverkare, byggnadsår, land och typ av kärnkraftverk.

## Reaktorinneslutning
Reaktorinneslutningen omger reaktortanken. RI består av metertjock betong, med ingjuten gastät stålplåt, dess storlek och utformning varierar beroende på reaktortyp. Gemensamt är att samtliga de genomföringar som kommer att användas under reaktorinneslutningens livstid görs under själva tillverkningen av reaktorinneslutningen. 
Reaktorinneslutningen är försedd med minst en luftsluss för att möjliggöra tillträde, och normalt ett evakueringsrör, endast öppet vid revision, genom vilket personal kan fly vid fara ifall det ej skulle vara möjligt att använda luftslussen.
Reaktorinneslutningens utformning är en del i det säkerhetskoncept som kallas för PS-principen, på engelska pressure suppression.

## Reaktorbyggnad
Reaktorbyggnaden är byggd för att klara kraftig inre och yttre påverkan. Den ska vara gastät.
Reaktorbyggnaden ska klara ett flygplan som flyger in i byggnaden. Prov har gjorts med ett stridsflygplan, som träffar ett betongblock i 775 km/t. Stridsflygplanet gjorde ett 64 mm djupt hål i betongen. EPRI i USA gjorde ytterligare studier och bedömningen att större passagerarflygplan, inte utgör ett hot mot kärnkraftverk, med en reaktorbyggnad av armerad betong. 

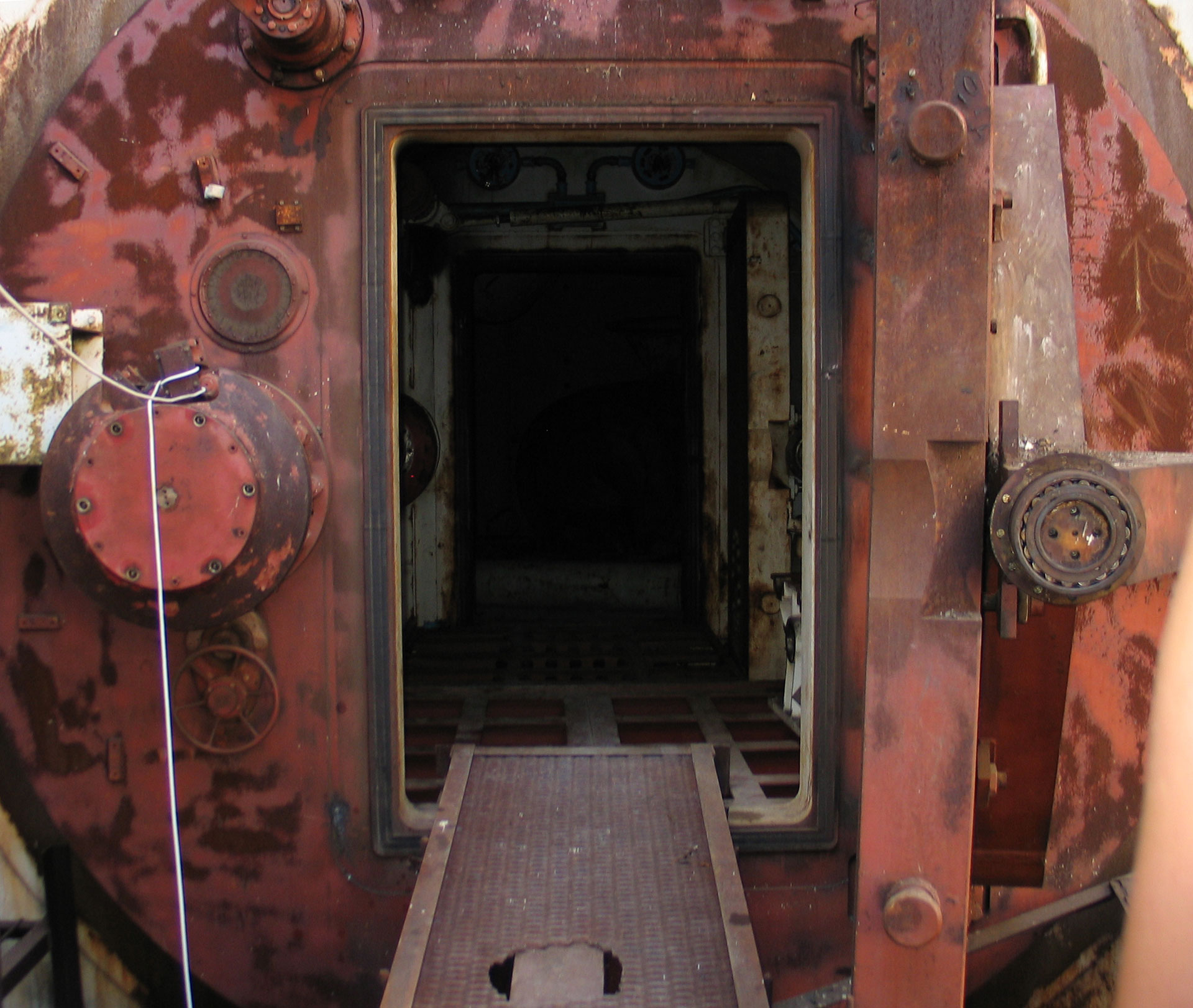
Luftsluss från ett inte färdigbyggt kärnkraftverk på Krim-halvön

### Luftsluss
För att komma in och ut ur reaktorinneslutningen måste en luftsluss passeras. Luftslussen har en inre och en yttre dörr. Det går inte att ha båda dörrarna öppna samtidigt. När den yttre dörren öppnas, måste den inre dörren vara stängd och när den inre dörren öppnas, måste den yttre dörren vara stängd.

### Säkerhetsfilter
Om en olycka inträffade, får inte radioaktiva ämnen läcka ut. Trycket inne i reaktorbyggnaden skulle öka. För att minska på trycket, kan gaserna släppas ut genom säkerhetsfiltret. Säkerhetsfiltret finns i en byggnad utanför reaktorbyggnaden. Mellan reaktorbyggnaden och säkerhetsfiltret finns ett rör. Om trycket i reaktorbyggnaden blir för högt kan en ventil öppnas, som släpper ut gaser till säkerhetsfiltret. Radioaktiva ämnen får passera en skrubber och ett sandfilter. Radioaktiva ämnen fastnar i skrubben och i sandfiltret. Många radioaktiva ädelgaser ifråga har kort halveringstid. Genom att fördröja ädelgaserna, hinner radioaktiviteten klinga av, innan de släpps ut.

### Sprinklersystem
Det finns ett sprinklersystem, som kyler utrymmet inne i reaktorbyggnaden vid en olycka. Pumparna till sprinklersystemet finns utanför reaktorbyggnaden. Pumparna drivs av dieselmotorer och är oberoende av tillgång på el.

## Three Mile Island
Kärnkraftverket vid Three Mile Island hade en kraftfull reaktorbyggnad, men saknade säkerhetsfilter. Reaktorbyggnaden, reaktorinneslutning och reaktortanken förblev intakta vid härdsmältan och förhindrade en större katastrof. Trycket ökade i reaktorbyggnaden och radioaktiva gaser måste släppas ut.
Efter olyckan vid Three Mile Island kompletterades svenska kärnkraftverk med säkerhetsfilter. Säkerhetsfilter FILTRA-MVSS, Multi Venture Scrubber System utvecklades i Sverige, efter krav från Svenska myndigheter. Ett omfattande testprogram genomfördes av svenska myndigheter och av EPRI i USA, innan filtret blev godkänt. Säkerhetsfilter installerades vid alla svenska kärnkraftverk, utom Barsebäck. Vid Barsebäck installerades ett sandfilter.
Filtren är konstruerade att klara jordbävningar upp till 0,15 g.

## Tjernobylkatastrofen
Kärnkraftverk av RBMK konstruktion, saknar reaktorbyggnad av armerad betong, och säkerhetsfilter. Övre delen av reaktorbyggnaden har tak och väggar av industrikaraktär. Nedre delen av reaktorbyggnadens väggar var tillverkade av betong. Vid Tjernobylkatastrofen förstörde ångexplosionerna och den intensiva hettan locket över reaktortanken och övre delen av reaktorbyggnaden. Det gjorde det möjligt för radioaktiva ämnen att sprida sig över ett stort område.
Ryska kärnkraftverk av typ VVER har reaktorbyggnader som liknar kärnkraftverk i väst.

Fukushima I. Övre delen av byggnaden har väggar av industrikaraktär och inte byggd av kraftigt armerad betong.
1 härden.
5 bassängen med utbränt bränsle.
10 reaktorinneslutning
27 är utbränt bränsle.

## Fukushimakatastrofen
Vid kärnkraftverket i Fukushima I är reaktorbyggnadens nedre del byggd av betong. Övre delen av reaktorbyggnaden är byggd av väggar av industrikaraktär och är inte gastät. Kärnkraftverket uppfyller inte modernare krav på en reaktorbyggnad.
Redan före Fukushimakatastrofen har reaktorbyggnaden kritiserats för att vid en olycka inte kunna förhindra utsläpp av radioaktivitet till omgivningen.

## Nya kärnkraftverk
Nya kärnkraftverk byggs med dubbla reaktorbyggnader, som tredje reaktorn vid Olkiluoto kärnkraftverk i Finland.

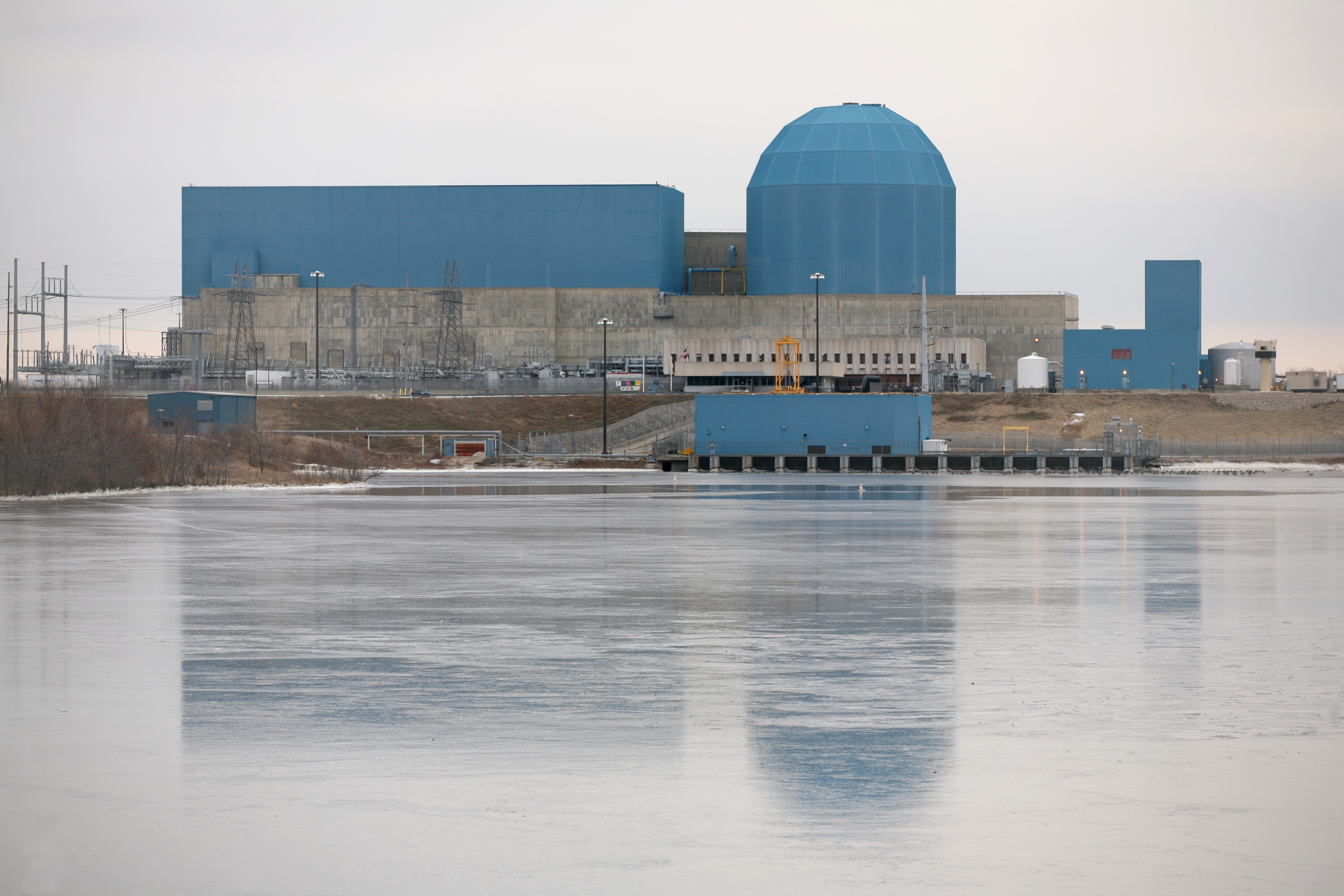
Moderna kärnkraftverk byggs med cylindriska reaktorbyggnader och med sfäriska tak.
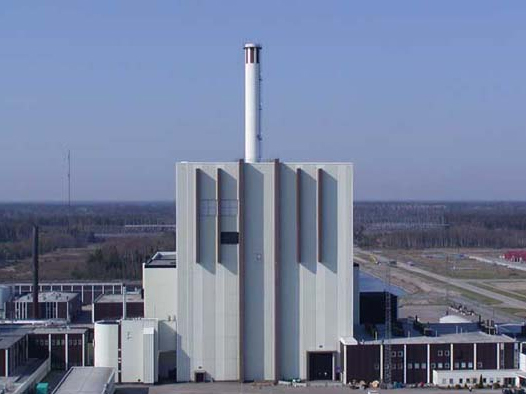
Svenska kärnkraftverk har utanpåliggande balkar som ökar byggnaden förmåga att motstå inre och yttre krafter.
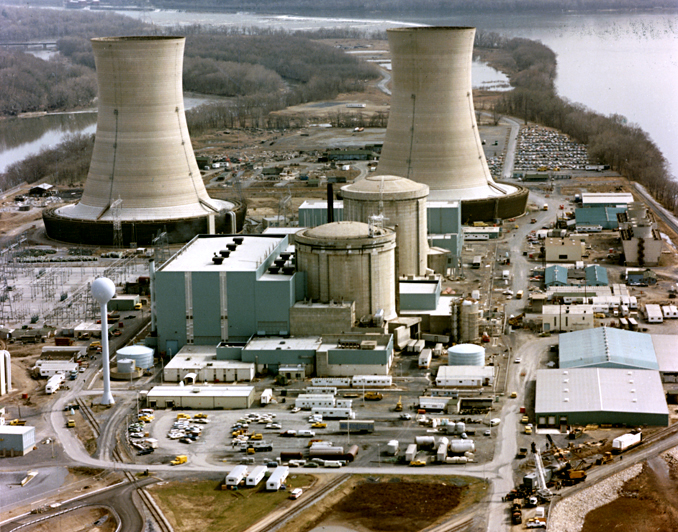
Three Mile Island. Byggt av Babcock and Wilcox, med rund reaktorbyggnad och ett sfäriskt tak.